# Brettener Straße 39 (Oberderdingen)

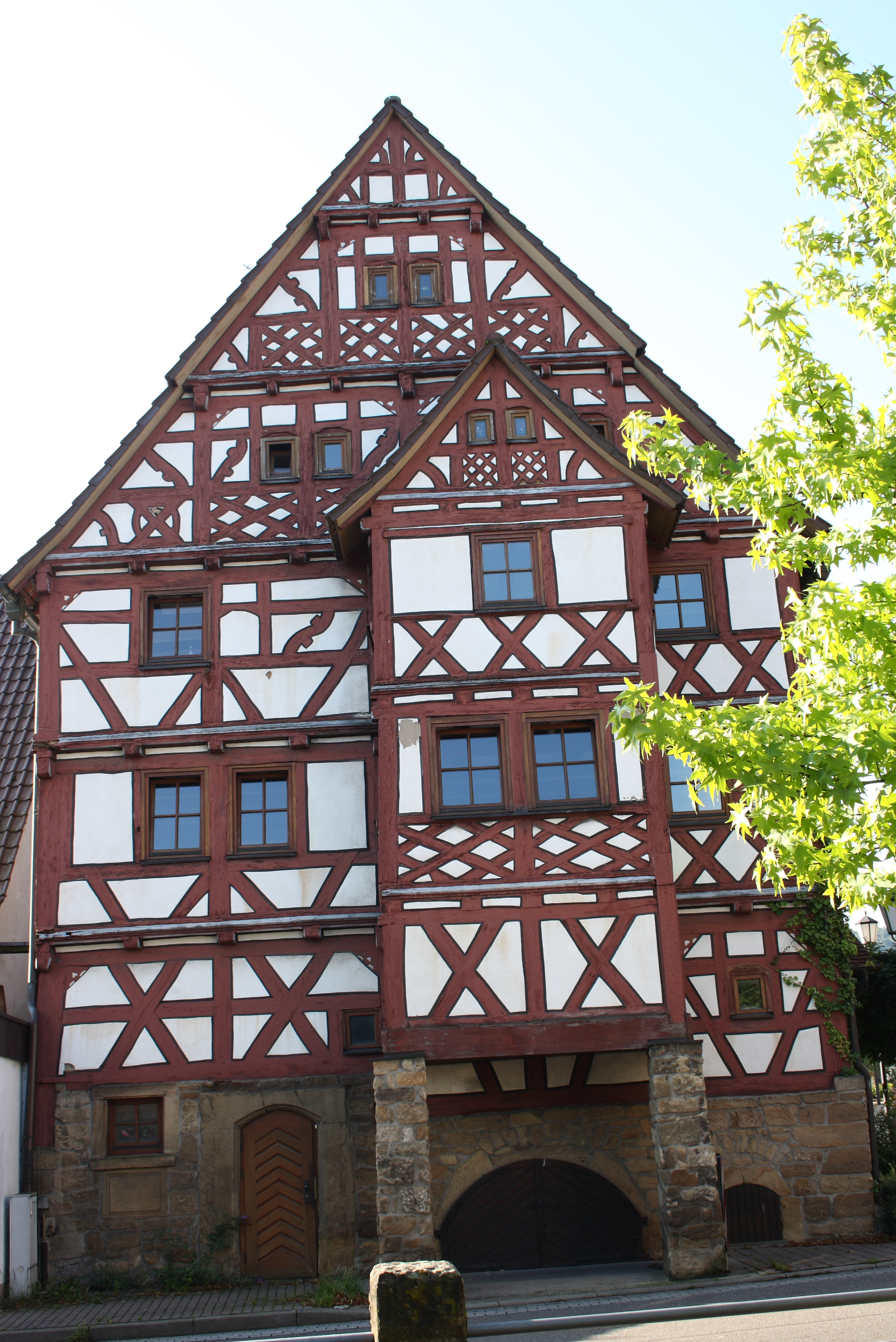
Fachwerkhaus Brettener Straße 39 in Oberderdingen

Das Gebäude Brettener Straße 39 ist ein Fachwerkhaus in Oberderdingen, einer Gemeinde im Landkreis Karlsruhe in Baden-Württemberg, das 1686 errichtet wurde. Das Gebäude ist ein geschütztes Baudenkmal.

## Beschreibung
Das Handwerkerhaus steht mit dem Westgiebel zur Straße und hier befindet sich auch der Eingang zum gewölbten Keller, der bei der Straßenverbreiterung verändert wurde. Der erste niedrige Fachwerkstock wurde als Werkstatt und Lager genutzt. Der Eingang befindet sich links neben dem zweiflügeligen Rundbogentor des Kellers. Der Eingang zu den zwei Oberstöcken und den Dachstöcken befindet sich am östlichen Giebel. Im unteren Dachstock ist ein stehender und im oberen Dachstock ein liegender Kehlbalkendachstuhl. An der Westseite des Hauses steht über dem Kellereingang, der heute an die Hausfront zurückgezogen ist, ein dreistöckiger Erker mit Giebeldach und als Zierformen dienen Andreaskreuze. An den Eckständern sind der Fränkische Mann, ebenso Rauten und unter den Fensterbrüstungen Andreaskreuze zu sehen.